# Retrato de Fernando Niño de Guevara, de medio cuerpo
Retrato de Fernando Niño de Guevara, de medio cuerpo es una obra del Greco. Conforma el número X-187 en el catálogo razonado realizado por Harold Wethey, especializado en este artista.

## El personaje
Fernando Niño de Guevara fue miembro del Consejo de Castilla, inquisidor general y cardenal. Fue nombrado inquisidor en 1600 y se desempeñó como arzobispo de Sevilla de 1601 hasta su muerte, en 1609. De él se sabe que estuvo en Toledo, ciudad donde fue realizado el Retrato del cardenal Fernando Niño de Guevara, en febrero y marzo de 1600, como también en el verano de 1601 y, de nuevo, en enero de 1604. Sin embargo, sus estancias en Toledo no tienen por qué haber coincidido necesariamente con la fecha de realización de la obra, que podría ser un boceto, o bien una réplica del retrato definitivo.

## Análisis de la obra
La autenticidad de la obra se establece en el catálogo del museo, recogiendo los análisis de expertos como Cossío, Mayer y Camón Aznar. Según Michelangelo Muraro, podría ser un boceto preparatorio para el retrato definitivo de aquel eclesiástico. Sin embargo, Wethey lo considera una simple copia del taller del maestro cretense, y remarca que el colorido es oscuro y que la pincelada tiene poca forma.
Cossío, a pesar de reconocer la calidad de este retrato, subraya que no tiene la finura ni la cuidadosa realización del lienzo definitivo. En su opinión, más que un estudio anterior podría ser una réplica posterior del gran retrato del cardenal.

### Peculiaridades
La obra está firmada con el nombre del Greco (δομήνικος θεοτοκóπουλος ε'ποíει) en letra griega ancha y en cursiva, en el hombro derecho del personaje.